# Estação de Ribeirão Vermelho
A Estação Ferroviária de Ribeirão Vermelho é uma estação de trem do município brasileiro de Ribeirão Vermelho, em Minas Gerais. Foi inaugurada em 14 de abril de 1888, no tempo da Estrada de Ferro Oeste de Minas, com o nome de Lavras.
Os últimos trens de passageiros chegaram à estação em agosto de 1996.  Atualmente o prédio da estação ainda está em razoáveis condições. Em anexo, existe uma velha rotunda, hoje em ruínas, considerada a maior da América Latina. Próximo à estação encontra-se uma ponte rodoferroviária sobre o rio Grande.
O complexo ferroviário da cidade contribuiu significativamente para alavancar o turismo. A estação está sob o controle da Ferrovia Centro-Atlântica. 